# Gundolf Bruchhaus
Gundolf Bruchhaus (* 21. Januar 1942 in Aschaffenburg) ist ein deutscher Architekt, Fotograf, Musiker und Architekturhistoriker mit Schwerpunkt Architekturforschung in Kaukasien.

## Biografie
Gundolf Bruchhaus interessierten während des Studiums an der RWTH Aachen bei Rudolf Steinbach und Gottfried Böhm die Grundbedürfnisse des Lebens und Wohnens auf engstem Raum. Seine stilistische Prägung entstammt dem Geist des Bauhauses Dessau und dem Funktionalismus. Bruchhaus vertiefte seine Kenntnis der Architektur auf zahlreichen internationalen Forschungsreisen, hauptsächlich in südkaukasischen Ländern wie Armenien, Georgien und die Osttürkei. Nach seinem Diplom wurde er Assistent bei Böhm und nahm ab 1980 am Institut für Kunstgeschichte der RWTH Aachen seinen ersten Lehrauftrag wahr. Unter Böhms Nachfolger Volkwin Marg wurde Bruchhaus 2006 zum außerplanmäßigen Professor für Stadtbereichsplanung und Werklehre sowie Leiter des Lehrstuhls am Institut für Städtebau und Landesplanung ernannt.

### Fotografie
Seit 1969 machte Bruchhaus professionelle Architekturaufnahmen in Großbildformat. Aus dieser Tätigkeit entwickelte sich das Forschungsgebiet christlich-armenische Sakralarchitektur im Vorderen Orient und Südkaukasien.
Das Gebiet Fotografie und Kunst entdeckte Bruchhaus seit Mitte der 1970er Jahre für sich. Er beschäftigt sich u. a. mit Foto-Anamorphosen, wozu er durch kunsthistorische Studien, vor allem durch das Gemälde Hans Holbeins des Jüngeren Die Gesandten von 1533 angeregt wurde. Aktuell betreibt er in Aachen eine eigene Galerie mit wechselnden Ausstellungen.

### Forschungen zur Architektur Armeniens und Georgiens
Auf Anregung einer US-amerikanisch-armenischen Kulturorganisation organisierte und leitete Bruchhaus 1973 eine erste Expedition in die Osttürkei. Expeditionsteilnehmer aus den Bereichen Fotodokumentation, Architekturzeichnung und Dolmetschen unterstützten die Forschungsarbeit, die z. T. unter abenteuerlichen und bedrohlichen Bedingungen durchgeführt wurde. Unter Geheimhaltung des eigentlichen Forschungsziels wurden Spuren christlich-armenischer Kirchen sowie baulicher Kulturdenkmäler wie z. B. Kreuzsteine und Inschriftentafeln gesucht. Hinweise auf mögliche Fundorte kamen u. a. von Ordensbrüdern der Mechitaristen, einer Kongregation armenisch-katholischer Geistlicher. Die Feldforschung basierte auf mündlichen Angaben, literarischen Hinweisen und historischen Quellen. Durchgeführt wurden insgesamt sechs Expeditionen.
Der praktischen Spurensuche folgten Einladungen zur Kooperation an diversen akademischen Projekten. Eingeleitet wurde die theoretische Arbeit durch die Mitautorenschaft von Bruchhaus an einem Mikrofiche-Projekt in Armenien. Kurze Zeit später folgte eine Einladung nach Georgien. Dort wurde Bruchhaus ein laufendes Projekt vorgestellt und um seine Mitarbeit erbeten. Er schlug jedoch eine eigene, weitaus umfangreichere Dokumentation vor, für die er letztlich nicht nur die Zustimmung, sondern alle verfügbaren Vollmachten erhielt. Hierbei handelt es sich um die Sammlung und Publikation sämtlicher verfügbarer Materialien zum Thema armenische Sakralarchitektur.
Einem weiteren Vorschlag Bruchhaus‘ folgend wurde die Publikation auf Englisch und Georgisch herausgegeben, da die georgische Sprache über ein eigenes Schriftbild verfügt und daher die Zweisprachigkeit der Publikation zum Verständnis auf internationaler akademischer Ebene unabdinglich ist.
Die Bedeutung dieser Forschungsreihe erschließt sich u. a. aus der Tatsache, dass es sich um wichtige Zeugnisse der kulturhistorischen Entwicklung Georgiens handelt. In den vielen Zeiträumen von Fremdherrschaft bildete das Christentum das tragende Band nationaler Einheit. Die überwiegend aus dem sakralen Bereich überkommenen Monumente werden von allen Bevölkerungsschichten als nationale Identifikationsträger geschätzt. Aus diesem Grund fand Bruchhaus mit dem Forschungsprojekt die Unterstützung höchster Regierungsstellen, u. a. des ehemaligen Präsidenten Georgiens, Eduard Schewardnadse.
- 1974–1977: Mitgründer des Forschungsprojektes ‚Research on Armenian Architecture’. In diesem Zusammenhang Organisation und Durchführung von fünf Expeditionen à 6–8 Wochen in den Nordosten der Türkei zur Erfassung und Dokumentation von Monumenten, Resten und Spuren christlicher Sakralbauten dieser Region. Aufbau eines Archivs aus Fotos, Plänen und Baubeschreibungen.
- 1978–1985: Mitarbeit bei der Vorbereitung und Herausgabe der Mikrofiche-Dokumentation ‚Armenian Architecture’ in Zusammenarbeit mit dem ‚Rensselaer Polytechnic Institute’ (Troy, New York, USA) und der ‚Akademie der Wissenschaften Armeniens’ (Erevan, Armenische SSR). In diesem Zusammenhang Teilnahme mit Vorträgen an mehreren Symposien (s. a. ‚F – Vorträge und Veröffentlichungen’).
- 1989–2010: Mitinitiierung, Planung, Organisation und Realisierung des Forschungsprojekts ‚Georgian Architecture’ in Zusammenarbeit mit der ‚Akademie der Wissenschaften Georgiens’ (Tbilisi, Republik Georgien).

Es handelt sich bei diesem Projekt um die lückenlose Erfassung, Dokumentation und Mikrofiche-Veröffentlichung georgischer Monumente bzw. deren Reste/Spuren vom Beginn der Christianisierung des Landes in der ersten Hälfte des vierten Jahrhunderts bis zum Anfang des Sozialismus. Gesamtumfang: acht Bände; ca. 48.000 Fotos, Pläne und Textseiten (s. a. ‚F – Vorträge und Veröffentlichungen’).
Das Projekt wird seit 1996 durch das Auswärtige Amt der Bundesrepublik Deutschland gefördert.

### Musik
Nachdem Bruchhaus bereits als Vierjähriger Mundharmonika und mit sechs Jahren Akkordeon erlernte, erhielt er später professionellen Musikunterricht. Inspiriert durch Londoner Konzerte der Chris-Barber- und Alex-Welsh-Bands wechselte er 15-jährig zur Trompete. Zwei Jahre darauf folgte die Gründung der Gymnasiasten-Jazzband Dixieland Youngsters mit zahlreichen öffentlichen Auftritte in der damaligen Heimatstadt Düren. Parallel dazu spielte Bruchhaus in der Erkelenzer Band Erkatown Stompers. 1963 wechselte er zu den Monkstown Jazzmen in Mönchengladbach.
Während des Studiums in den 1960er Jahren war der Malteserkeller in Aachen eine der führenden Jazzkneipen Deutschlands. Hier trat Bruchhaus unter dem Pseudonym Bobby Kirschkern auf. Aus diesem Umfeld gingen einige spätere Lehrstuhlinhaber der Bereiche Kunst und Architektur sowie weltläufige Musiker hervor, darunter Manfred Leuchter und Paul Lovens. Zu verzeichnen sind außerdem Rundfunkaufnahmen als Vorprogramm-Band eines Kurt-Edelhagen-Auftritts Mitte der 1960er Jahre in Erkelenz und ein Auftritt bei der Bundesgartenschau 1979 in Bonn im Wechsel mit einer WDR-Formation.
Seit Ende der 1970er Jahre spielte Bruchhaus Tanzmusik. Parallel dazu leitete er die Swing-Formation Gundolf Bruchhaus Quartett mit Trompete, Gitarre, Bass und Schlagzeug. Etwa ab 1985 wurde im Auftrag einer Agentur die DEA Swingport Band durch Lech Lukomski zusammengestellt und geleitet. Daraus ging u. a. seine Dixieland-Formation Imperial Jazz Band hervor. Diese basiert auf einer Vereinigung von NRW-Musikern, die sich seit Beginn der 1980er Jahre in verschiedenen Dixieland-Bands kennengelernt haben. Spontane Spielweise und schnelles musikalisches Reaktionsvermögen zeichnet diese Gruppe aus, die an verschiedensten Orten im In- und Ausland auftritt.

## Auszeichnungen
- 1993: Auszeichnung mit dem Architekturpreis (1. Preis) des BDA für ein Wohnhaus in Aachen.
- 1994: Persönliches Dankschreiben des Präsidenten der Republik Georgien, Eduard Schewardnadse, für die Initiierung und Durchführung des Mikrofiche-Projekts ‚Georgian Architecture’.
- 1996: Georgischer ‚Staatspreis für Wissenschaft und Technik’, der höchsten auf diesem Gebiet zu vergebenden Ehrung.[2]

## Kulturpolitische Tätigkeiten
- 1988: Mitglied Comitato Scientifico, Quinto Simposio Internazionale Di Arte Armena, Venedig 1988.
- 1989: Bericht als geladener Sachverständiger vor dem Europäischen Parlament in Straßburg zur baulichen Situation christlicher Monumente in der Türkei. Gleichzeitig wurde ein von ihm erarbeiteter Stufenplan vorgestellt, nach dem die Bauten schrittweise erfasst, bewertet und durch geeignete Maßnahmen unter Schutz gestellt werden könnten.
- 1993: Chairman, Le Patrimoine Architectural Armenien, 2e Congrés mondial scientifique arménien [Unesco], Paris 1993
- 1996: Bestellung als Gutachter für ICOMOS und Reise nach Armenien zur Erarbeitung einer Stellungnahme betr. Aufnahme der Klosterkomplexe Haghpat und Sanahin in die Weltkulturerbeliste der UNESCO.
- 1998: Bestellung als Gutachter für ICOMOS zur Erarbeitung einer Stellungnahme zur Förderung von städtebaulichen Maßnahmen im denkmalgeschützten Zentrum von Mtskheta (Georgien) durch die UNESCO.

## Publikationen und Vorträge (Auswahl)
- 1978: ‚Armenische Kirchen und Klosteranlagen in der historischen Provinz Tschorord Haik’, II. International Symposium on Armenian Art, Erevan 1978 (Vortrag).
- 1981–1990: ‚Armenian Architecture’ (Microfiche), Leiden 1981–1990 (Veröffentlichung; Bde. 1–5 und Bd. 7: Mitarbeiter sowie Bd. 6: Koautor).
- 1983/1989: ‚Katalog christlicher Baudenkmäler Südkaukasiens: Tao-Klardschetien’, IV. International Symposium on Georgian Art, Tbilisi 1983 (Vortrag). In: ‚Сборник Докладов’ [Sammlung der Vorträge], Bd. 2, Tbilisi 1989 (Veröffentlichung).
- 1985/1988: ‚Das Kloster Sowrb Dawi╩ bei Tercan – Materialien zur armenischen Architekturgeschichte’, IV. International Symposium on Armenian Art, Erevan 1985 (Vortrag). In: ‚Theses of Reports’, Erevan 1985 (Veröffentlichung der Kurzfassung). In: ‚Festschrift für Rudolf Schönwald’, Aachen 1988 (vollständige Veröffentlichung des Vortrags).
- 1988/1991: ‚Die Kirche Xad-Hôr in Hangstown – Materialien zur armenischen Architekturgeschichte’, Quinto Simposio Internazionale Di Arte Armena, Venedig 1988 (Vortrag). In: Atti [Berichte], Venedig 1991 (Veröffentlichung).
- Materialien zur armenischen Architekturgeschichte der Kiğι-Region. In: Cahiers Archeologiques Bd. 37, 1989
- 1989: ‚Zur baulichen Situation christlicher Monumente in der Türkei’, VI. International Symposium on Georgian Art, Tbilisi 1989 (Vortrag).
- Proportion und Harmonie – Maß und Zahl in der Architektur. In: Bruno Kauhsen (Hrsg.): Architektur-Zusammenhänge – Festschrift für Gottfried Böhm. München 1990
- 1995: ‚Georgian Architecture – experiences on the way to a corpus of archi-tectural monuments of Georgia’, Corpus Christi College, University of Oxford, Oxford 1995 (Vortrag).
- (Hrsg.): Georgian Architecture – a documented photo-archival collection on mi-crofiche with 47,000 photographs for the study of Early and Late Medieval Christian Architectural Arts of Georgia and its historical area of settlement.

Band 1, Leiden 1994, Band 2, Leiden 1955, Band 3, Leiden 1997, Band 4, Leiden 1999, Band 5, Leiden 2001, Band 6, Leiden 2004, Band 7, Leiden 2007, Band 8, Leiden 2010
- 2005/2006: ,Die Dshwari-Kirche von Mzcheta’, [Führer zu den sakralen Monumenten Georgiens, Band 1], Aachen/Tbilisi (Veröffentlichung in Vorbereitung).
- 2005/2006: ,Monuments of Georgian Architecture’, CD-Rom-Publikation, Tbilisi (Veröffentlichung in Vorbereitung).
- Das Kloster Surb Dawiť bei Tecan. In: Oriens Christianus Band 94, 2010, S. 228–249.
- Architektur und Musik – über ein Leben mit diesen beiden Künsten. In: AIT Dialog Nr. 3/2015, Hamburg /